# Yahiko (Niigata)
Yahiko (弥彦村 Yahiko-mura?) es una villa en la prefectura de Niigata, Japón, localizada en la parte centro-oeste de la isla de Honshū, en la región de Chūbu. El 1 de marzo de 2021 tenía una población estimada de 7655 habitantes y una densidad de población de 304 personas por km².

## Geografía
Yahiko se encuentra en una región costera el la parte central de la prefectura de Niigata, pero no está en la costa y al lado sur del monte Yahiko.

## Historia
El área de la actual Yahiko era parte de la antigua provincia de Echigo, y se desarrolló como un asentamiento alrededor de Yahiko-jinja, un santuario sintoísta que se estableció en el siglo viii. La villa moderna se estableció en el distrito de Nishikanbara, Niigata, el 1 de abril de 1889. Es el único pueblo que queda en su distrito después de que los dos pueblos del mismo distrito se fusionaron con la ciudad de Tsubame el 20 de marzo de 2006.

## Demografía
Según los datos del censo japonés, la población de Yahiko ha crecido ligeramente en los últimos 50 años.
| Gráfica de evolución demográfica de Yahiko entre 1940 y 2015 |
|                                                              |
| Oficina de Estadísticas de Japón                             |